# Maurice Majeau
Maurice Majeau, né le 31 août 1922 à L'Épiphanie et mort le 8 mai 1992 à Outremont, est un avocat et un homme politique québécois.
Il est député de Joliette à l'Assemblée législative du Québec pour l'Union nationale de 1962 à 1966.